# ぉちωレま°
『ぉちωレま°』（オチオメガレマ）は、日本のアイドルグループ・プランクスターズの1作目のミニアルバム。2022年3月21日にWARUGAKI RECORDSより発売。

## 概要
- プランクスターズ初のミニアルバム。
  - 2022年2月26日に新メンバー・ももしきや古き軒端のしのぶにもなほあまりある昔なりけり（略称: もーりー）が加入した新体制後初のリリース。
- アルバムは「A-type KSHK盤」「B-type KTHK盤」「C-type SSHK盤」の3形態で発売された。
  - 全タイプ6曲目、7曲目がそれぞれ異なる。
- 2月28日、リード曲「おちおめがれま」のミュージックビデオとジャケットアートワークが公開された[4]。
- ジャケットアートワークは全タイプ岸田メルが描いている[5]。
- 発売翌日、オリコンランキングのデイリー アルバムランキングにて1位を獲得した[6]。

## 楽曲解説
曲順は配信版に準拠。
1. おちおめがれま
  - 仮タイトル「めちゃくちゃかっこよすぎる曲（仮）」[7]
  - 本アルバムのリード曲。
  - ミュージックビデオは、2022年2月28日に公開された[8]。
2. 萬琥朕琥
  - 仮タイトル「お母さんに聞かせたいくらいいい曲（仮）」[7]
3. DARLING DARLING
  - 仮タイトル「一周まわって泣ける曲（仮）」[7]
4. NEMUTAI
  - 仮タイトル「フロアどんだけ盛り上がるねんって感じの曲（仮）」[7]
5. gratefulさ
  - 仮タイトル「ライブの最後にききたいわって感じの曲（仮）」[7]
6. 笑っちゃえ
  - Type-Aのみ収録。
  - 仮タイトル「おもわず口があいちゃうような曲（仮）」[7]
7. 感情☆めるとだうんっ!
  - Type-Aのみ収録。
  - 仮タイトル「場合によっては曲ですらない曲（仮）」[7]
8. PEW (Physical Education Warehouse)
  - Type-Bのみ収録。
  - 仮タイトル「お風呂にはいりながらでもきいちゃうような曲（仮）」[7]
9. 痛かった
  - Type-Bのみ収録。
  - 仮タイトル「海外進出もいけるなって思わず確信しちゃう曲（仮）」[7]
10. 永遠じゃない
  - Type-Cのみ収録。
  - 仮タイトル「恋人とイヤホン片方ずつして聞きたい曲（仮）」[7]
11. EGOIST
  - Type-Cのみ収録。
  - 仮タイトル「結婚式で親に歌いたいくらいの曲（仮）」[7]

## 収録内容

### Type-A
| 全作曲・編曲: 田口悟。 |                          |                  |            |      |
| #                      | タイトル                 | 作詞             | 作曲・編曲 | 時間 |
| 1.                     | 「おちおめがれま」       | 田口悟           | 田口悟     | 5:18 |
| 2.                     | 「萬琥朕琥」             | プランクスターズ | 田口悟     | 3:25 |
| 3.                     | 「DARLING DARLING」      | 田口悟           | 田口悟     | 3:51 |
| 4.                     | 「NEMUTAI」              | 田口悟           | 田口悟     | 4:42 |
| 5.                     | 「gratefulさ」           | 田口悟           | 田口悟     | 3:38 |
| 6.                     | 「笑っちゃえ」           | 田口悟           | 田口悟     | 3:19 |
| 7.                     | 「感情☆めるとだうんっ!」 | 田口悟           | 田口悟     | 3:59 |
| 合計時間:              | 合計時間:                | 合計時間:        | 28:12      |      |

### Type-B
| 全作曲・編曲: 田口悟。 |                                        |                  |            |      |
| #                      | タイトル                               | 作詞             | 作曲・編曲 | 時間 |
| 1.                     | 「おちおめがれま」                     | 田口悟           | 田口悟     | 5:18 |
| 2.                     | 「萬琥朕琥」                           | プランクスターズ | 田口悟     | 3:25 |
| 3.                     | 「DARLING DARLING」                    | 田口悟           | 田口悟     | 3:51 |
| 4.                     | 「NEMUTAI」                            | 田口悟           | 田口悟     | 4:42 |
| 5.                     | 「gratefulさ」                         | 田口悟           | 田口悟     | 3:38 |
| 6.                     | 「PEW (Physical Education Warehouse)」 | 田口悟           | 田口悟     | 4:05 |
| 7.                     | 「痛かった」                           | 田口悟           | 田口悟     | 3:43 |
| 合計時間:              | 合計時間:                              | 合計時間:        | 28:42      |      |

### Type-C
| 全作曲・編曲: 田口悟。 |                     |                  |            |      |
| #                      | タイトル            | 作詞             | 作曲・編曲 | 時間 |
| 1.                     | 「おちおめがれま」  | 田口悟           | 田口悟     | 5:18 |
| 2.                     | 「萬琥朕琥」        | プランクスターズ | 田口悟     | 3:25 |
| 3.                     | 「DARLING DARLING」 | 田口悟           | 田口悟     | 3:51 |
| 4.                     | 「NEMUTAI」         | 田口悟           | 田口悟     | 4:42 |
| 5.                     | 「gratefulさ」      | 田口悟           | 田口悟     | 3:38 |
| 6.                     | 「永遠じゃない」    | 田口悟           | 田口悟     | 4:23 |
| 7.                     | 「EGOIST」          | 田口悟           | 田口悟     | 3:26 |
| 合計時間:              | 合計時間:           | 合計時間:        | 28:43      |      |

### 配信版
| 全作曲・編曲: 田口悟。 |                                        |                  |            |      |
| #                      | タイトル                               | 作詞             | 作曲・編曲 | 時間 |
| 1.                     | 「おちおめがれま」                     | 田口悟           | 田口悟     | 5:14 |
| 2.                     | 「萬琥朕琥」                           | プランクスターズ | 田口悟     | 3:24 |
| 3.                     | 「DARLING DARLING」                    | 田口悟           | 田口悟     | 3:48 |
| 4.                     | 「NEMUTAI」                            | 田口悟           | 田口悟     | 4:42 |
| 5.                     | 「gratefulさ」                         | 田口悟           | 田口悟     | 3:38 |
| 6.                     | 「笑っちゃえ」                         | 田口悟           | 田口悟     | 3:19 |
| 7.                     | 「感情☆めるとだうんっ!」               | 田口悟           | 田口悟     | 4:01 |
| 8.                     | 「PEW (Physical Education Warehouse)」 | 田口悟           | 田口悟     | 4:08 |
| 9.                     | 「痛かった」                           | 田口悟           | 田口悟     | 3:44 |
| 10.                    | 「永遠じゃない」                       | 田口悟           | 田口悟     | 4:25 |
| 11.                    | 「EGOIST」                             | 田口悟           | 田口悟     | 3:26 |
| 合計時間:              | 合計時間:                              | 合計時間:        | 43:49      |      |

## 特典
- CD2枚 - 推しメンバーサイン入りソロチェキ
- CD3枚 - 20秒動画
- CD4枚 - 全員サイン入り集合チェキ

## ミニライブ＆特典会
2022年1月16日、名古屋パルコ東館4F ヴィレッジヴァンガード名古屋パルコ 店内イベントスペースにて14:00から行われた。
イベント当日12:00より、ヴィレッジヴァンガード名古屋パルコ店にて対象商品を予約した人に先着で「ライブ観覧券（整理番号入り）」（一人につき1枚）と1会計1,000円毎に特典券を1枚貰って参加することができた。 

### 特典会内容
- 特典券1枚 - お客様のスマホでの2ショット写メ（ソロ可）
- 特典券2枚 - 2ショットチェキ（ソロ可）+サイン交流
- 特典券3枚 - 推しメン10秒動画orメンバー囲み写メ
- 特典券5枚 - 全員サイン入り集合ワイドチェキ